# Битка за Нанчанг
Битка код Нанчанга (поједностављени кинески: 南昌会战; традиционални кинески: 南昌會戰) је била војна кампања вођена око Нанчанга у провинцији Ђангси, између кинеске Националне револуционарне армије и царске јапанске армије у Другом кинеско-јапанском рату. То је био први велики сукоб који се догодио након битке за Вухан.

## Позадина
Након пада Нанкинга, ваздухопловство царске јапанске морнарице покренуло је превентивне ударе на даљину из новозаузетих ваздушних база у Нанкингу на циљеве у Нанчангу, укључујући примарну базу кинеског ваздухопловства у Ћингјунпуу. Упркос великим губицима многих врхунских пилота ветерана кинеског ратног ваздухопловства и већине опреме током битке за Шангај, битке за Таијуан и за Нанкинг, кинеско ваздухопловство је ревитализовано кроз кинеско-совјетски пакт о ненападању, а кинески пилоти заједно са Совјетском добровољачком групом пилота наставили су да пружају отпор у ваздуху изнад Нанчанга док су Јапанци наставили да бомбардују и омекшавају одбрану града.
Након што су Јапанци заузели Вухан, Вухан је постао база Једанаесте армије Царске јапанске армије, на некадашњој локацији Пете и Девете ратне зоне Националне револуционарне армије. Нанчанг је био железнички чвор и западни крај железничке пруге Чекијанг-Хунан, као главна линија снабдевања између Треће и Девете ратне зоне. Поред тога, то је била локација аеродрома која угрожава бродске руте дуж реке Јангце.
Националистичка влада је реорганизовала ланац команде у Деветој ратној зони, при чему је Чен Ченг остао на номиналном месту, док је Сјуе Јуе добио задатак да води стварне операције. Непосредно пре почетка кампање, кинеске снаге су прикупиле 200.000 војника из 52 дивизије у близини Нанчанга, али због логистике реорганизација је у великој мери била неефикасна.

## Увод

### Битка на реци Сјиушуеј
Још у јулу 1938. године, јапанске трупе су покушале да се приближе Нанчангу током напада на Вухан, али су њихово напредовање зауставили кинески браниоци на реци Сјиушуеј. Кинески положаји су били добро укопани, блокирајући пут ка Нанчангу за јапанске трупе. Остатак године, застој се наставио јер су обе стране мировале са сваке стране реке.
У пролеће 1939. јапанске трупе са својим новим појачањима започеле су нову офанзиву ка Нанчангу. Дана 20. марта, јапанске трупе под директном командом Јасуџија Окамуре покренуле су тешко артиљеријско гранатирање кинеских утврђења на другој страни реке Сјиушуеј. Јапански сапери под окриљем артиљеријске ватре успели су да брзо поставе мостове што је омогућило да се јапански тенкови распореде преко реке, десетковајући кинеске снаге у том процесу. Два дана касније, стратешка локација Вученга, која се налази на месту где се река Сјиушуеј улива у језеро Појанг, претрпела је тешко поморско бомбардовање и ваздушне нападе јапанске морнарице и убрзо потом пала у руке Специјалних морнаричких десантних снага 23. марта.
Поред конвенционалне артиљеријске ватре, јапанско бомбардовање је такође користило отровни гас који је производила јединица 731, која је повремено била распоређена у кинеском пољу операција.

### Распоред снага у бици код реке Сјиушуеј
Јапанска војска је користила артиљеријску јединицу „6. пољска тешка артиљериска бригада“ под командом генерал-мајора Сумите. Ове снаге су се састојале од следећих артиљеријских одсека:
13. пољски тешки артиљеријски пук (потпуковник Окоши, 24 тип 4 хаубице 15 цм)
14. пољски тешки артиљеријски пук (потпуковник Маруиама, 24 тип 4 хаубице 15 цм)
10. пољски тешки артиљеријски пук (потпуковник Нагаја, 24 тип 4 хаубице 15 цм)
15. независни пољски тешки артиљеријски пук (пуковник Хорикава, 16 тип 14 10 цм топова)
2. независни дивизион тешке артиљерије (потпуковник Манба, 4 топова типа 89 15 цм)
101. пољски артиљеријски пук (потпуковник Јамада, 34 тип 38-побољшани 75мм теренски топови)
3. самостални брдски пук (потпуковник Морикава, 24 тип 41 75 мм брдских топова)
106. пољски артиљеријски пук (потпуковник Уга, 32 тип 38-побољшани 75мм топови)
2. батаљон/2. самостални брдски пук (мајор Мацумото, 12 тип 41 75 мм брдских топова)

## Битка

### Јапански напад
До 26. марта, јапанске трупе уз подршку тенкова избиле су са мостобрана на реци Сјиушуи и стигле до западних капија Нанчанга, поразивши кинеска појачања из Треће ратне зоне. Трупама Јасуџија Окамуре придружио се још један јапански пук који је ударио на југ са севера Нанчанга, а окупљене јапанске снаге су почеле да окружују и опседају град. Град Нанчанг је пао следећег дана, а кинески браниоци су претрпели велике губитке. Јапанска војска је наставила са чишћењем руралних подручја током марта и априла, означавајући крај прве фазе кампање.

### Кинески контранапад и повлачење
Упркос томе што су изгубили Нанчанг, кинеске снаге у Ђангсију су наставиле да заузимају одступницу. Током периода који је трајао до краја априла, неке јапанске снаге су премештене да подрже операције у другим областима (битка за Суејсјан-Заојанг). Кинески националисти су видели прилику у овом слабљењу расположиве јапанске људства и планирали су контранапад да поново заузму град. Њихова директива је била да прекину јапански контакт и поремете непријатеља са позадине.
Дана 21. априла, изненадни напад снага Треће и Девете ратне зоне почео је са севера, запада и јужно од Нанчанга  Почело је тако што су 1. група армија у саставу 60. армијске дивизије као и 58. армијска дивизија напале са севера. Касније су им се придружиле 74. и 49. група армија док су се пробијале кроз јапанску одбрану. На југу, ова изненадна офанзива је брзо пробила јапанске положаје док су напредовали ка самом Нанчангу. После пет дана немилосрдног напредовања, 32. група армија на фронту јужног кинеског пробоја стигла је до спољне области Нанчанга. Током кинеског напада, Јапанци су и даље задржали контролу над реком Сјиушуеј и континуирано су добијали залихе и појачања током петодневног напредовања кинеских трупа.
Почевши од 27. априла, Јапанци су започели контраофанзиву против кинеског притиска нападом на јужне трупе. Подржани јаком артиљеријском ватром и ваздушном подршком, Јапанци су повратили неколико својих упоришта око града и натерали кинеске дивизије да се повуку. Следеће недеље напредак је био у застоју на обе стране док су држале своје одбрамбене позиције. У нади да ће сукоб брзо окончати, Чанг Кај Шек је наредио кинеским дивизијама које су окружиле Нанчанг 2. маја да поново заузму град до 5. маја.
Након овог наређења, Кинези су покренули нову офанзиву како би покушали да прекину сукоб око града, али наставак појачања Јапанаца није могао да буде потиснут. После неколико дана интензивних борби и великих губитака за кинеску војску, Кинези су били исцрпљени и приморани да се повуку 9. маја. Такође исцрпљени од битке, Јапанци нису гонили кинеску војску која се повлачила.

## Последице
Жртве у борбама око Нанчанга пријављене су као 51.328 убијених или рањених за Кинезе, и 64,000 за Јапанце. Након пада Нанчанга, Јапанци су консолидовали своју контролу над провинцијама Ђангси и Хунан. Националисти су, међутим, наставили да одржавају своје присуство у тој области. Јапански замах је додатно прекинут граничним сукобима са Совјетским Савезом, који су избили убрзо након битке код Халхин Гола.

## Литераутра
- Eastman, Lloyd E. (1986). The Nationalist Era in China, 1927–1949. Cambridge: Cambridge University Press. ISBN 0521385911.
- Garver, John W. (1988). Chinese-Soviet Relations, 1937–1945: The Diplomacy of Chinese Nationalism. New York: Oxford University Press. ISBN 0195363744.
- MacKinnon, Stephen R. (2007). China at War: Regions of China, 1937–1945. Stanford: Stanford University Press. ISBN 978-0804755092.
- Paine, S. C. M. (2017). The Japanese Empire: Grand Strategy from the Meiji Restoration to the Pacific War. Cambridge: Camrbridge University Press. ISBN 978-1107011953.
- Paine, S. C. M. (2012). The Wars for Asia, 1911–1949. Cambridge: Cambridge University Press. ISBN 978-0674033382.
- Taylor, Jay (2009). The Generalissimo. Cambridge: Harvard University Press. ISBN 978-0674054714.